# Acrocorint
Acrocorintul (în greacă Ακροκόρινθος , în traducere liberă: Corintul de Sus) este o stâncă monolitică de lângă orașul antic Corint, din Grecia. Conform estimărilor lui George Forrest, aceasta este cea mai impresionantă dintre acropolele Greciei continentale”.
Distinsă prin faptul că avea o sursă sigură de aprovizionare cu apă, cetatea Acrocorintului a fost folosită în mod repetat ca ultimă linie de apărare a sudului Greciei, deoarece controla Istmul Corintului. Era locul cel mai potrivit pentru oprirea intrării pe uscat în peninsula Peloponez.

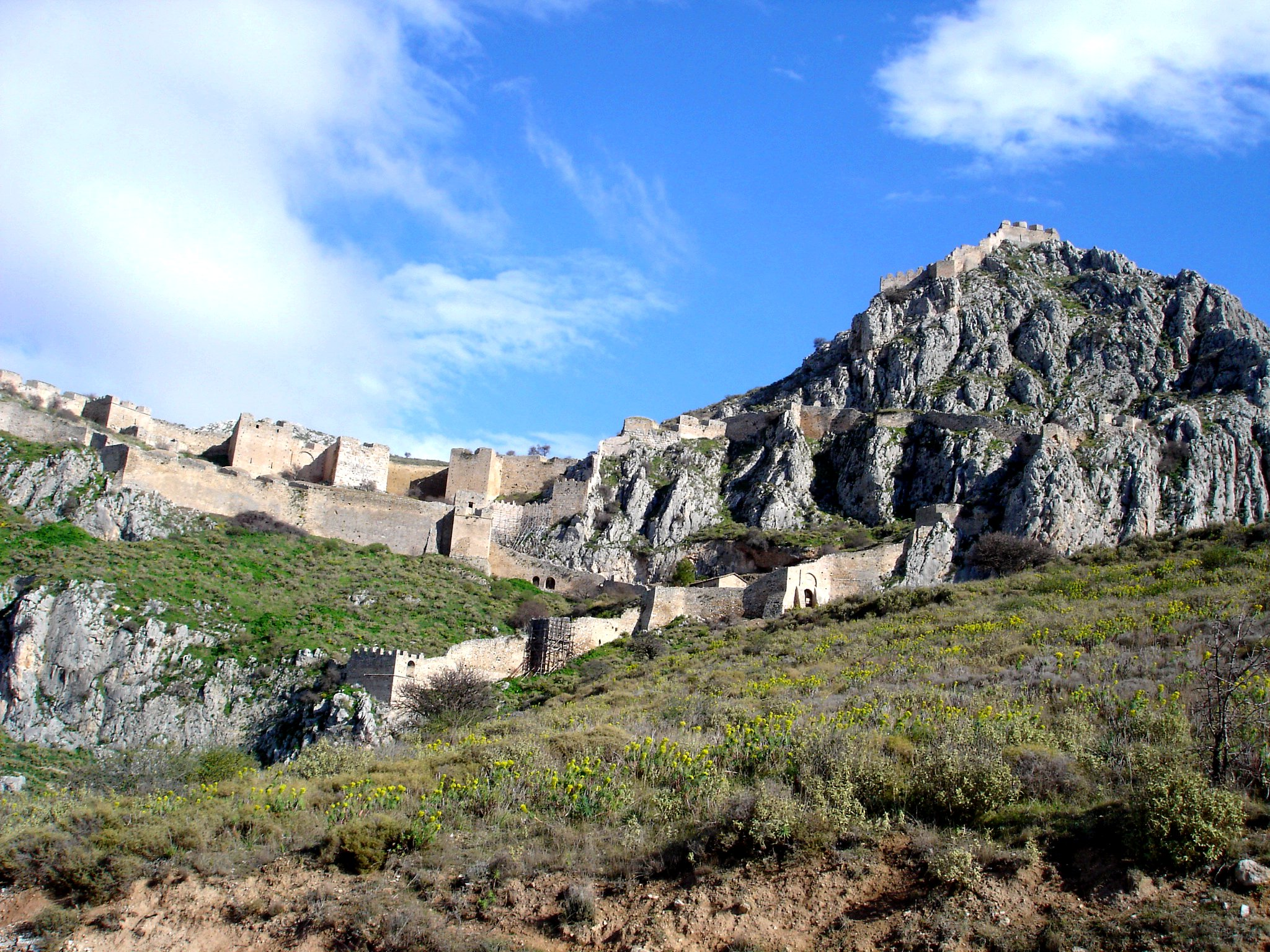
Zidurile Acrocorintului, reconstruite de venețieni

## Istorie
Acrocorintul a fost ocupat permanent din timpuri arhaice și până la începutul secolului al XIX-lea. Împreună cu Demetria și Calcida, Acrocorintul perioadei elenistice a format una dintre așa-numitele Cătușe ale Greciei, trei fortărețe cu garnizoane macedonene care asigurau controlul asupra orașelor-stat grecești.
Acropola antică a orașului era deja o poziție ușor de apărat datorită geomorfologiei sale, fiind puternic refortificată și mai târziu, în timpul Imperiului Bizantin. Importanța așezării a fost dovedită de stabilirea în Corint a sediului strategului themei Eladei și mai târziu a Peloponezului. Cetatea a fost apărată împotriva cruciaților, în timpul celei de-A Patra Cruciade, pentru trei ani, de către Leo Sgouros. Ulterior, a devenit o fortăreață a Principatului Franc al Aheei, apoi a venețienilor și, în final, a turcilor otomani.
Trei ziduri circulare erau principalele construcții de apărare a colinei. Pe cel mai înalt punct al înălțimii a fost construit un templu dedicat Afroditei. Acesta a fost transformat de bizantini într-o biserică, care la rândul ei a fost transformată de otomani într-o moschee.
Excavațiile arheologice din Corint, ținute de către Școala Americană de Studii Clasice din Atena au început în 1929. În prezent, este unul dintre cele mai importante situri arheologice care explorează castelele medievale ale Greciei.

## Mitologie
Într-un mit corintian, relatat în sec. II î. Hr. lui Pausania, Briareu, unul dintre Hecatonchiri, a fost arbitrul unei dispute între Poseidon (zeu al mării) și Helios (zeu al soarelui). Acesta a decis că Istmul Corintului îi aparținea lui Poseidon și Acrocorintul lui Helios.
Fântâna sau Izvorul Pirenei este situată în interiorul zidurilor circulare. Despre aceasta, aflată în spatele templului Afroditei, se spune că a fost un dar al lui Asop, oferit lui Sisif. Cel din urmă știa, conform legendei, că Zeus o răpise pe Eghina, fiica lui Asop, dar a refuzat să-i dea informații despre răpire până i-ar fi fost dedicat un izvor pe Acrocorint. 

## Galerie

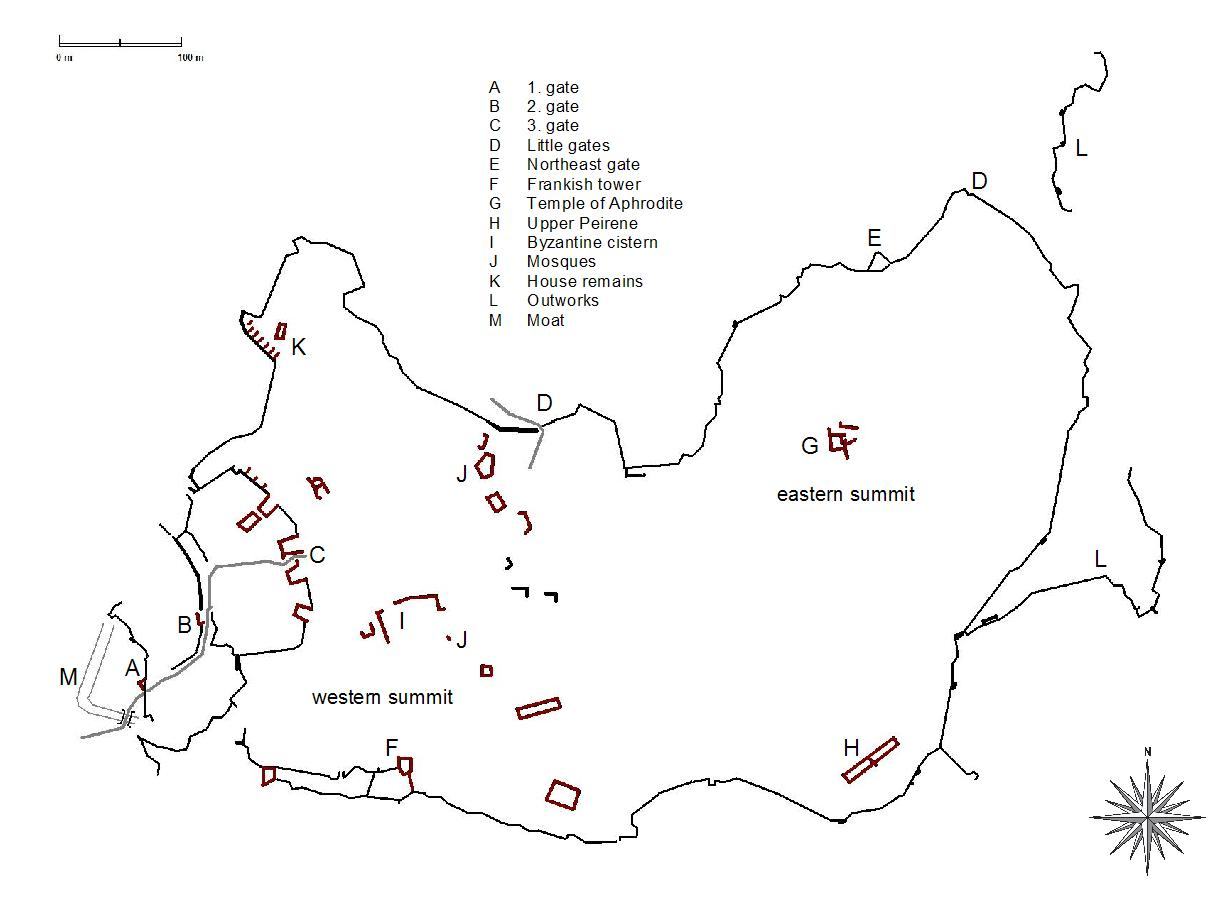
Harta Acrocorintului
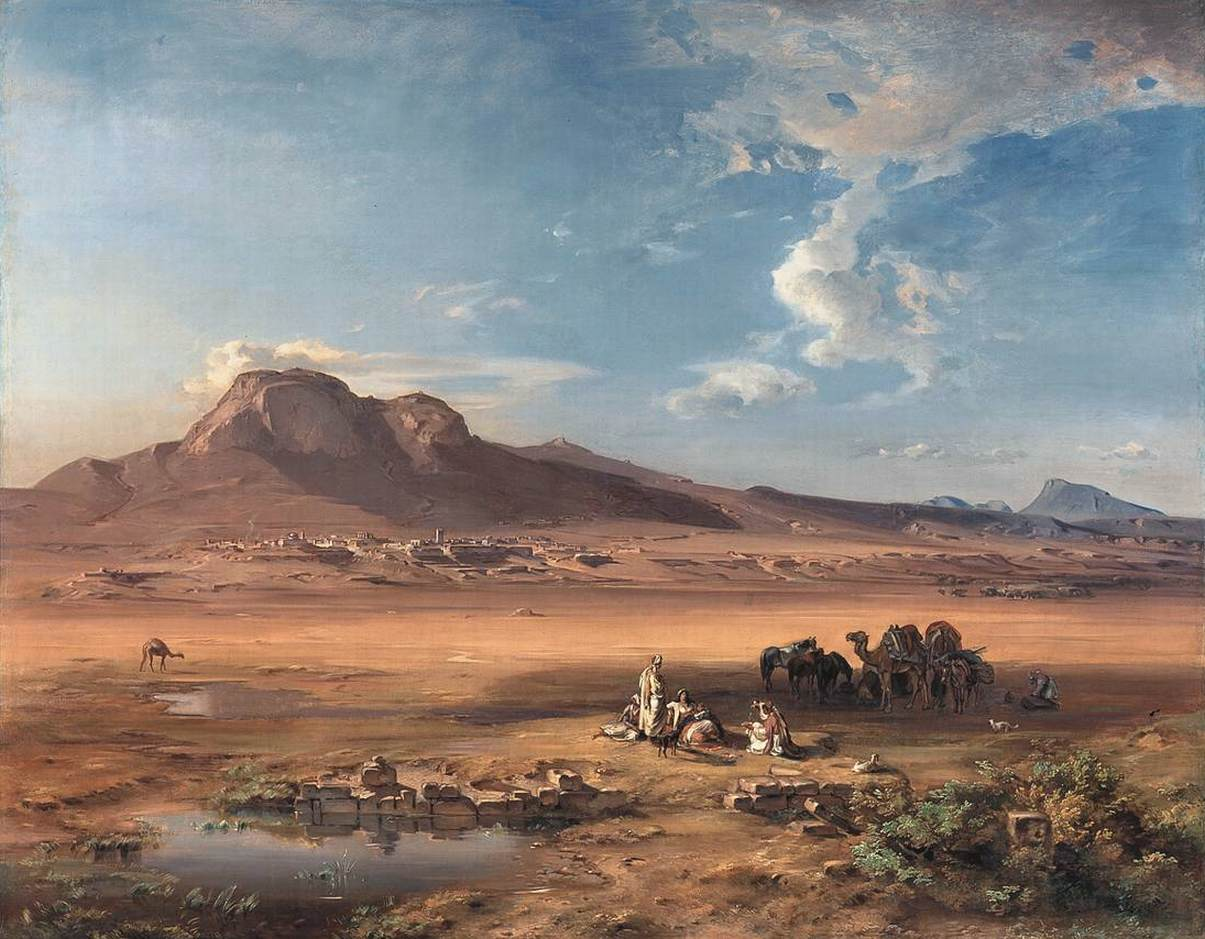
Corint cu Acrocorint, de Carl Anton Joseph Rottmann, 1847
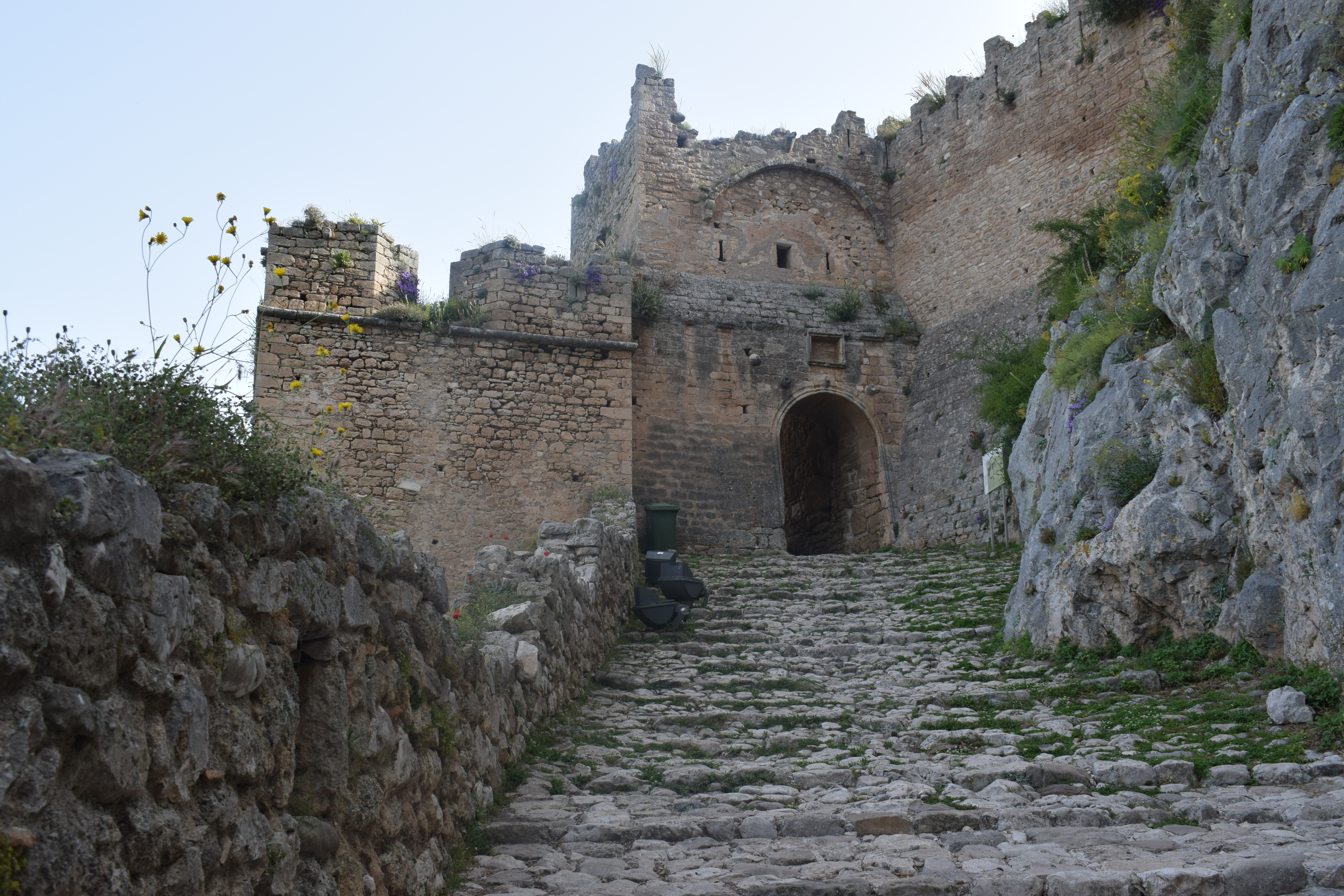
Poarta interioară vestică
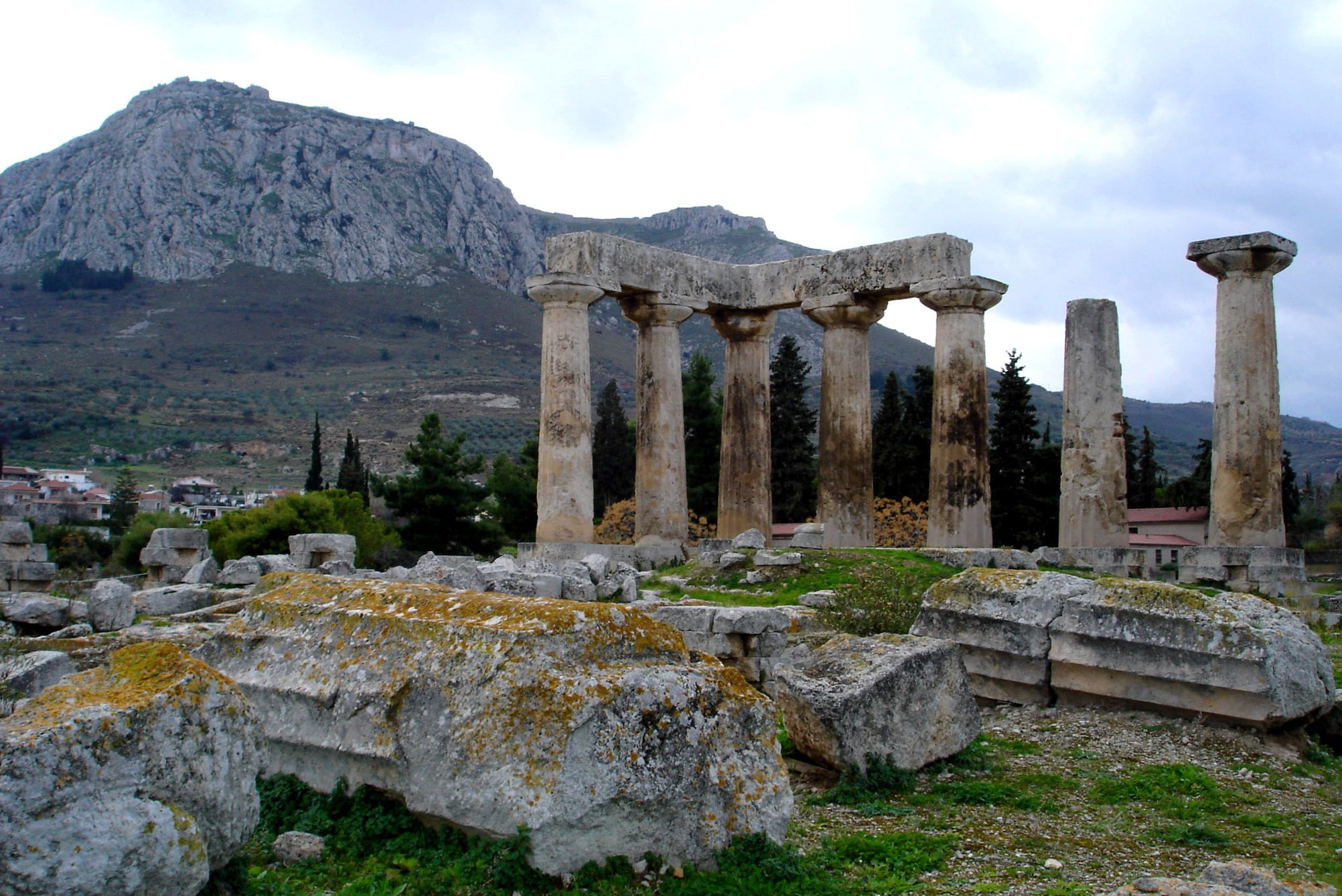
Templu al lui Apollo, cu Acrocorintul în fundal